# Зейнал Халіл
Зейнал Халіл (Zeynal Xəlil, справжнє ім'я — Зейнал Рза огли Халілов; 23 березня 1914, Єлизаветпіль — 11 серпня 1973, Баку) — радянський азербайджанський поет і драматург, заслужений діяч мистецтв Азербайджанської РСР (1964). Кавалер ордена «Знак Пошани».

## Біографія
Народився в губернському місті Єлизаветпіль (нині Гянджа, Азербайджан) в сім'ї ремісника. Рано втратив батька, ріс під опікою старших братів. Закінчив спочатку семирічну школу, а потім і професійну школу. У 1932 році вступив на факультет мови та літератури Азербайджанського державного педагогічного інституту, який закінчив у 1936 році.

Перший твір під назвою «Нове село» написав в роки навчання в педагогічному інституті. З цих же років вірші Зейнал Халіла стали друкуватися в великих виданнях Радянського Азербайджану.
У 1936 році видавництвом «Азернешр» видана перша книга з творами поета; видання показало появу нового поета зі своєю манерою і своїми рисами творчості. Зейнал Халіл постійно був у пошуках нових образів і натхнення, за чим послідувало написання численних творів, які мали свої унікальні риси. Великий інтерес у читачів викликали книги з поемами «Грабіж» (1936), «Меч» (1940). Поема «Меч» відображає боротьбу сільських комсомольців за колективізацію, а наступна за нею в 1941 році поема «Катир Мамед» присвячена народному герою часів Громадянської війни Мамеду Мамедову.